# Dompierre-du-Chemin
Dompierre-du-Chemin (en bretó Domper-an-Hent, en gal·ló Donpièrr) és un municipi francès, situat a la regió de Bretanya, al departament d'Ille i Vilaine. L'any 2006 tenia 532 habitants.

## Demografia
| 1962                                       | 1968 | 1975 | 1982 | 1990 | 1999 |
| ------------------------------------------ | ---- | ---- | ---- | ---- | ---- |
| 414                                        | 443  | 430  | 491  | 468  | 470  |
| Des de 1962: població sense dobles comptes |      |      |      |      |      |

## Administració
| Període | Identitat    | Partit |
| ------- | ------------ | ------ |
| 2001-   | Joël Maupilé |        |